# Yeniköy, Şarkikaraağaç
Yeniköy là một xã thuộc huyện Şarkikaraağaç, tỉnh Isparta, Thổ Nhĩ Kỳ. Dân số thời điểm năm 2011 là 517 người.